# Jos van Leeuwen
Jos van Leeuwen (22 februari 1948) is een Nederlandse persfotograaf. Hij is sinds 1964 actief in de regio Den Haag.

## Loopbaan
Op 12 september 1962 werd de eerste foto van Van Leeuwen afgedrukt in de Haagsche Courant. Daarop stond een verkeersongeval op het Rijswijkseplein afgebeeld. Van Leeuwen en zijn echtgenote Marianne groeide op aan dit plein, toen het drukste verkeersplein van de stad. Samen hadden ze hier ook een kleine supermarkt terwijl Jos tegelijkertijd werkzaam was als persfotograaf. Toen er verhuisd moest worden is persbureau Jos van Leeuwen opgericht, gevestigd aan de Stationsweg. Marianne werkte daar ook door de foto's naar internationale persbureaus te versturen. Op 75-jarige leeftijd is Van Leeuwen nog werkzaam en heeft het echtpaar hun woning ingericht als alarmcentrale met lichtkrant en omroepsysteem.

## Erkenning
In 2004 ontving hij een Stadspenning Den Haag voor zijn vrijwilligerswerk als fotograaf bij politie, brandweer en dierenambulance.
In 2019 werd op initiatief van onder meer fotograaf Edouard van Arem de Jos van Leeuwen-prijs voor persfotografie in het leven geroepen.